# Leopold Ottomar Hennet
Leopold Ottomar svobodný pán Hennet (31. ledna 1799 Praha – 2. července 1892 Bubeneč) byl česko-rakouský právník a soudce. Od mládí působil v různých funkcích u soudů v Čechách a rakouských zemích, nakonec byl dlouholetým prezidentem Vrchního zemského soudu pro České království (1854–1867). Od roku 1862 jako doživotní člen zasedal v rakouské Panské sněmovně.

## Životopis
Pocházel z úřednické rodiny s tradiční službou ve státních úřadech, jeho František Leopold Hennet byl jako menší písař českých královských zemských desek povýšen do rytířského stavu roku 1749, jeho otec Jan Marcel rytíř Hennet (1732–1814) byl dlouholetým nejvyšším zemským podkomořím Českého království a v roce 1791 získal dědičný titul svobodných pánů, v Praze vlastnil zámeček Kajetánka. Leopold vystudoval práva na Karlově univerzitě a v roce 1820 vstoupil do soudní služby, začínal u Zemského soudu, kde působil v různých nižších funkcích do roku 1833, poté přešel k apelačnímu soudu (1833–1835), s titulem zemského rady se v roce 1835 vrátil k Zemskému soudu. V letech 1841–1845 byl radou apelačního soudu a s titulem dvorního rady byl v roce 1845 přeložen k Nejvyššímu soudnímu úřadu do Vídně. V letech 1847–1849 byl nejvyšším sudím Českého království, respektive prezidentem Zemského soudu, v roce 1847 byl zároveň jmenován c. k. tajným radou. V letech 1849–1854 byl prezidentem Vrchního zemského soudu ve Štýrském Hradci a nakonec se vrátil do Prahy, kde byl prezidentem Vrchního zemského soudu až do odchodu na penzi (1854–1867).
Za zásluhy byl nositelem Leopoldova řádu (1854).  Při příležitosti čtyřicátého výročí v soudní službě získal v roce 1860 čestný doktorát na Karlově univerzitě a obdržel také čestné občanství v Praze a Mladé Boleslavi. V roce 1862 byl jmenován doživotním členem rakouské Panské sněmovny. Roku 1866 se mu dostalo od císaře za loajálnost a činy během okupace Pruskem výrazu Nejvyšší spokojenosti. Roku 1867 získal Řád železné koruny I. třídy.
V roce 1826 se oženil s baronkou Karolínou Zessnerovou ze Spitzenbergu (1798–1881). Z jejich manželství pocházelo sedm dcer a syn Lothar (1832–1902), který byl c. k. komořím a plukovníkem v rakousko-uherské armádě. Z otcovy finanční pozůstalosti koupil v roce 1892 zámek Stekník v severních Čechách, kde se pak trvale usadil. Z dalších generací potomstva vynikl Leopold Hennet (1876–1950), který byl po zániku monarchie rakouským spolkovým ministrem zemědělství (1921–1922) a zahraničí (1922) a nakonec velvyslancem v Maďarsku (1932–1936).
Jeho nevlastní bratr Václav Jan Hennet (1759–1833) byl též právníkem a radou apelačního soudu v Praze.